# Denis Marin
Pour les articles homonymes, voir Burki et Famille Marin de Montmarin.
Denis Marin, né à Auxonne le 20 janvier 1601 et décédé à Paris le 27 juin 1678, est un administrateur français.

## Biographie
Il est le fils de Jean Marin, cordonnier à Auxonne, et de Julienne Jacquot. Emmené jeune à Paris par François Coquet, contrôleur de la Maison du Roi, il fait carrière à la Cour.  Il occupe plusieurs fonctions politiques et notamment:
- 1632 : secrétaire du roi, maison et couronne de France
- 1645 : Conseiller d'État
- 1649 : intendant des finances du roi Louis XIV[2]

Le 4 avril 1630, il se marie avec Marguerite Daurat avec laquelle il a 5 fils et 6 filles. Devenu veuf, il se marie le 1er janvier 1657 avec Charlotte Colbert, cousine germaine du Grand Colbert. 
Il est anobli en 1652 après 20 années au service du roi. Son fils ainé est Arnoul Marin, marquis de la Chataigneraie. Son second fils est Pierre Marin de la Trousserie, marquis de Montmarin; par lui Denis Marin donne naissance à la famille noble de Marin de Montmarin.
Il meurt le 27 juin 1678.